# Cviček

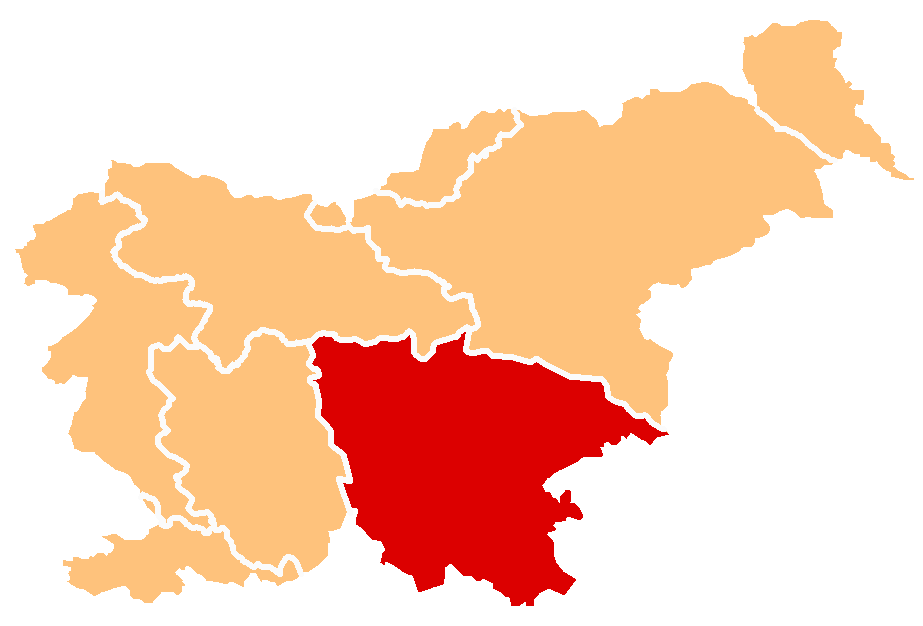
Region Dolenjska na mapě Slovinska

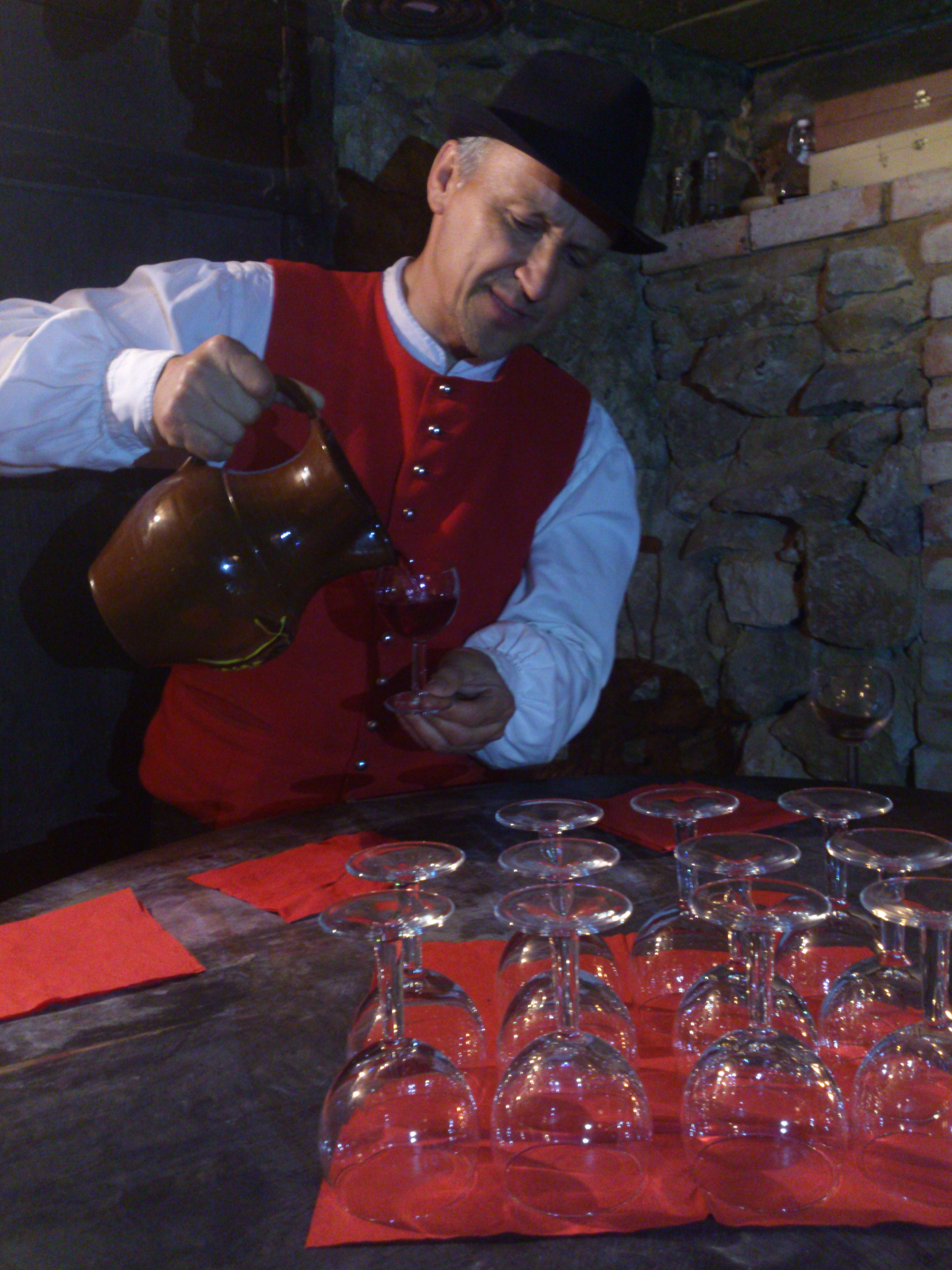
Víno je dnes velmi populární

Cviček je slovinské víno s nižším obsahem alkoholu (8,5 až 10 %) z oblasti Dolního Kraňska, také známé jako region Dolenjska. Jedná se o unikátní víno, které vzniká mícháním několika odrůd . Cviček je oficiálně chráněné a registrované víno s původem ve Slovinsku. Kromě vína Chianti je to také jediné víno, které vzniká mísením červených a bílých odrůd. Má atraktivní světle červenou barvu, příjemnou kyselinu a ovocné aroma (maliny, třešně a červený rybíz). Jeho historie se datuje do 17. století, ale víno dříve nebylo tak populární a jeho jméno pochází z dob, kdy víno bývalo kyselejší a kyselejší. Název Cviček pochází z německého zwikt. Dnes se však Cviček těší velké popularitě právě i díky nižšímu obsahu alkoholu.

## Skladba vína
- víno z červených hroznů (65–70 %): Źametna črnina neboli Žametovka, Modra Frankinja (Frankovka)
- víno z bílých hroznů (30–35 %): Kraljevina, Laški Rizling, Rumeni Plavec atd.

Žametovka je základní 40–60% ingrediencí Cvička. Tato odrůda je velmi stará, přibližně 400 let, a vyžaduje mnoho slunce. Obsah cukru v ní ale není příliš vysoký, nicméně obsahuje dostatek kyselinky. Modra frankinja neboli Frankovka je nejpopulárnější odrůdou červeného vína v regionu a Cviček jí obsahuje alespoň 12 %. Z bílých vín, kterých Cviček obsahuje 35 %, je hlavní částí Cvička Kraljevina. Tato odrůda je jednou z nejúrodnějších, ale neobsahuje tolik cukru. Laški rizling neboli italský Rizlink je nejrozšířenější odrůdou bílých vín ve Slovinsku a je do Cvička také přidáván. Hrozny má malé, ale jeho produkce je velká. Tato odrůda je velmi náročná na umístění a půdu. Cviček také může obsahovat malé množství odrůdy Rumeni plavec a dalších vín, nicméně jejich poměr nesmí překročit 15 %.
Každý vinař má vlastní způsob míchání Cvička, nicméně podmínka maxima alkoholu 10 % musí být dodržena.

## Léčivé účinky
Víno má prý léčivé účinky s ohledem na nižší množství alkoholu v krvi, doporučuje se též pro diabetiky. Současně obsahuje látky, které mají pozitivní vliv na zdraví, protože snižují riziko kardiovaskulárních chorob. Cviček má příznivý vliv na trávení, povzbuzuje chuť k jídlu, funguje jako prevence nespavosti a podporuje krevní oběh.